# Oulchy-le-Château
Oulchy-le-Château je naselje in občina v severnem francoskem departmaju Aisne regije Pikardije. Leta 1999 je naselje imelo 849 prebivalcev.

## Geografija
Kraj se nahaja v pokrajini Soissonais 21 km južno od Soissonsa.

## Administracija
Oulchy-le-Château je sedež istoimenskega kantona, v katerega so poleg njegove vključene še občine Ambrief, Arcy-Sainte-Restitue, Beugneux, Billy-sur-Ourcq, Breny, Buzancy, Chacrise, Chaudun, Cramaille, Cuiry-Housse, Droizy, Hartennes-et-Taux, Launoy, Maast-et-Violaine, Montgru-Saint-Hilaire, Muret-et-Crouttes, Nampteuil-sous-Muret, Oulchy-la-Ville, Parcy-et-Tigny, Le Plessier-Huleu, Rozières-sur-Crise, Grand-Rozoy, Saint-Rémy-Blanzy, Vierzy in Villemontoire s 5.468 prebivalci.
Kanton je sestavni del okrožja Soissons.

1. ↑  »Populations légales 2016«. Nacionalni inštitut za statistične in gospodarske raziskave. Pridobljeno 25. aprila 2019.